# دلگشا (کوهپایه)
دلگشا (کوهپایه) روستایی در دهستان تودشک بخش تودشک شهرستان کوهپایه استان اصفهان ایران است.
از نکات قابل توجه این روستا مسجد جامع و آرامستان (مزار) آن است؛ این آرامستان با صدها به خاک سپرده، از گذشته‌های دور مرکزیت و تقدسی ویژه داشته‌است چنان‌که از دیرباز مردم روستاهای مجاور، مانند مزرعه یزدی، میرلطف ا… و سیدآباد و نیز فرزندان به شهر رفتهٔ آنان، وصیت می‌کرده‌اند که پیکرشان را پس از مرگ در مزار روستای دلگشا به خاک سپارند.

## جغرافیا
دلگشا از توابع بخش تودشک شهرستان کوهپایه (استان اصفهان) می‌باشد که در کیلومتر ۱۰۴ جاده اصفهان - نائین واقع شده‌است. این روستا از شمال به روستای سیدآباد، جنوب به جاده اصفهان-نایین (روستای مزرعه یزدی)، شرق به روستای میرلطف اله و از غرب به پایگاه پدافند هوایی هاشم‌آباد منتهی می‌گردد.

## جمعیت
بر پایه سرشماری عمومی نفوس و مسکن در سال ۱۳۹۵ جمعیت این روستا ۱۱۳ نفر (۴۷خانوار) بوده‌است.

## مراسم مذهبی
همه ساله مراسم عزاداری تاسوعا، عاشورا و ۲۸ صفر به گونه ای بسیار گسترده در این روستا برگزار می‌شده‌است. در شب عاشورا و ظهر عاشورا و نیز شب ۲۸ صفر و ظهر ۲۸ صفر هیئات‌های عزاداری روستاهای مجاور به این روستا آمده، به هیئت عزاداری روستا پیوسته، پس از پایان عزاداری و خواندن نماز جماعت ظهر و عصر از سوی دل سپردگان به اندیشهٔ سیدالشهدا پذیرایی می‌شوند. این پذیرایی در ده‌ها و شاید صدها سال تنها نان خانگی محلی و پس از آن چلوخورشت قیمهٔ نسبتاً ساده ای بود. اما در یکی دو دههٔ گذشته هر سال بر گرانی، گوناگونی و تشریفات آن افزوده شده‌است. البته در این مدت شمار نذرکنندگان نیز افزون شده‌است.

## اماکن عمومی
از جمله اماکن عمومی این روستا می‌توان مسجدجامع، غسالخانه، حمام عمومی، خانه بهداشت، مرکز مخابرات و دفتر ICT این روستا را نام برد.

### دهیاری دلگشا
از جمله پروژهای این دهیاری درختکاری در دو طرف خیابان اصلی این روستا، نام گذاری کوجه‌های روستا بازسازی و لایروبی قنات روستا و پیگیری جهت امکانات زیربنایی مانند گاز شهری، تلفن، آب لوله‌کشی و آسفالت راه اصلی بوده‌است.

### مرکز مخابرات و دفتر ICT دلگشا
مرکز مخابرات روستای دلگشا: جندین سال در قالب دفتر مخابراتی جهت شماره‌گیری برای مراجعین کار خود را دنبال نمود، در سال ۸۴ به مرکز مخابرات تبدیل شد که حدوداً ۲۰ روستا (دلگشا، بادافشان، سیدآباد، میرلطف اله، مزرعه یزدی، جوکاران، گریز، عطرافشان، وج، اروجه، کاظم‌آباد، زینت آباد، یزدآباد، سٌلی، دستگردو، شاه آباد، حسن‌آباد، قاسمعلی، علی‌آباد…)را تحت پوشش قرار داد، طولی نکشید که با پیگیری‌های مسئولان این مرکز، دفتر خدمات ارتباطی(ICT) و خدمات بانکی پست بانک ایران نیز به خدمات آن اضافه شد.
دفتر ICT دلگشا

### پارک دلگشا
پارک دلگشادر سال ۱۳۹۲ در کنار گلزار شهدا ساخته شد.

### گلزار شهدا
در گلزار شهدای این روستا چهار شهید مدفون هستند ولی این روستا در کل ۹ شهید دارد که در مکان‌های مختلف مدفون شدند. البته در ابتدا سه شهید در این گلزار مدفون بودند اما پیکر شهید عباس رمضانی که در سال ۱۳۶۵ به شهادت رسیده بود، پس از ۳۸ سال شناسایی و در سال ۱۴۰۳ به خاک سپرده شد.

## محصولات
باغ‌های این روستا در سال‌های گذشته انگور، زردآلو، آلوچه، گلابی و سیب هم پرورش می‌داد اما بیشتر باغ‌ها را هنوز هم درختان توت، بادام، شاه توت (توت سیاه) و شمار اندکی هم گردو و گُویج (زالزالک) پر کرده‌است. کاستن از بارندگی و آب قنات که تنها منبع آبی این روستا است در سال‌های دههٔ ۸۰ و پنج سال نخست دههٔ ۹۰ هجری خورشیدی، شمار این درختان و میوه‌های آن را بسیار کاهش داده‌است. این درحالی است که، کاهش شمار ساکنان روستا و کم توجهی به لایروبی و بازسازی قنات و استفادهٔ بهینه از آب موجود؛ به دلیل شیوه‌های سنتی کشاورزی و بهره‌گیری از آب، نیز بر سرعت این روند کاهنده افزوده‌است.